# Gator och torg i Varberg
Detta är en lista över gator och i Varberg.

## Västra Vallgatan
Västra Vallgatan utgjorde stadens västra gräns i det gatunät som ritades upp efter den stora stadsbranden i Varberg på Platsarna 1666.
Västra Vallgatan är idag en hårt trafikerad genomfartsgata för trafik mellan Varbergs norra och södra delar. Gatan är förhållandevis smal, med bara ett körfält i vardera riktningen. Detta bromsar upp trafikrytmen, och sommartid uppstår ofta trafikstockningar. Kommunen försöker leda om genomfartstrafik via Västkustvägen och Österleden, som är moderna trafikleder med högre hastighetsgränser. Under sommaren 2008 var en del av Västra Vallgatan gågata på försök, vilket möttes av blandad kritik. Sedan sommaren 2009 är Västra Vallgatan gångfartsområde.

## Eskilsgatan

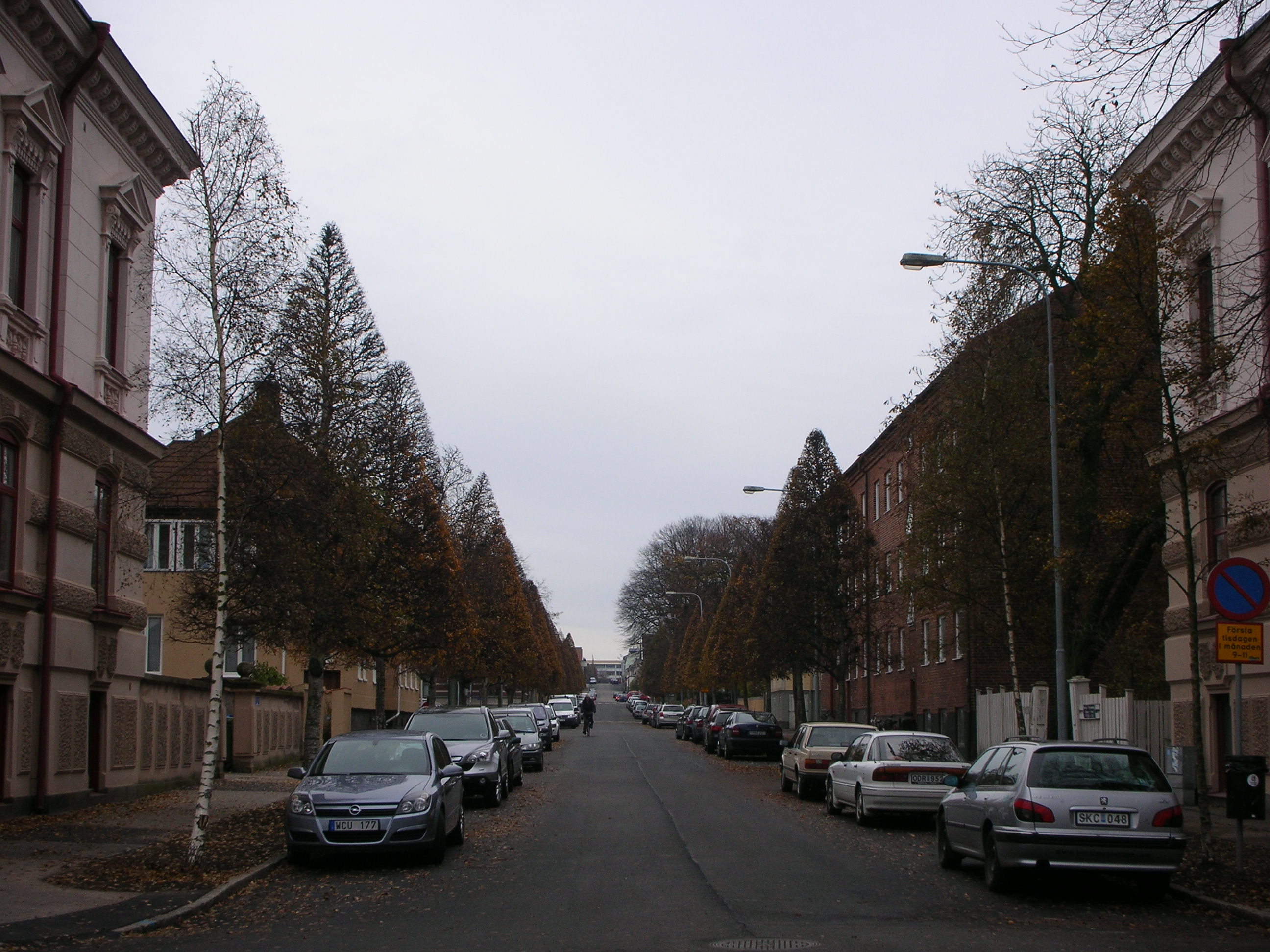
Eskilsgatan österut.

Eskilsgatan ligger i Norra Förstaden i centrala Varberg. Den är uppkallad efter sankt Eskil, som även har gett namn åt Eskils källare på Varbergs fästning. Gatan går rakt österut från Varbergs station och var ursprungligen tänkt som prydlig och officiell paradgata. Enligt det sena 1800-talets stadsplaneideal skulle gatan också leda fram till någon ståtlig officiell byggnad, men så är inte fallet.
Dock finns en del intressanta byggnader vid Eskilsgatan. De så kallade Tvillinghusen ligger på var sida om gatan vid korsningen Eskilsgatan/Kungsgatan. De uppfördes omkring 1890 i italiensk nyrenässansstil och är spegelvända i förhållande till varandra.
Eskilsgatan kantas av björkar, figurklippta som koner.

## Engelbrektsgatan
Engelbrektsgatan anlades i Norra Förstaden när Varberg expanderade norrut i slutet av 1800-talet och är tidstypiskt nog namngiven efter nationalhjälten Engelbrekt Engelbrektsson. Därefter har gatan förlängts österut, förbi Peder Skrivares skola. I centrala Varberg kantas Engelbrektsgatan av stora lövträd och här ligger institutionsbyggnader som folkbiblioteket och stadshuset. Längre österut består bebyggelsen av villor.

## Norra Vallgatan
I det gatunät som ritades upp när Varberg flyttades till sitt nuvarande läge 1666 utgjorde Norra Vallgatan stadens norra gräns, därav namnet. Gatan utgör alltså gränsen mellan det egentliga centrum och Norra Förstaden.
Norra Vallgatan är den gata i Varberg som har den mest ålderdomliga karaktären. Den har en gammal beläggning av ålderdomliga kullerstenar. Vid gatans södra sida ligger ålderdomliga trähus i två våningar. I norr ligger en gymnastiksal i rött tegel som uppfördes för flickläroverket i slutet av 1800-talet.

## Torggatan
Torggatan är en av gatorna i det nuvarande Varbergs ursprungliga gatunät. Den går i väst-östlig riktning mellan Västra Vallgatan och Östra Vallgatan. Torggatan går också rakt över Varbergs torg och hela gatan är gågata. Den har karaktär av huvudgata är en av Varbergs livligaste affärsgator, inte minst onsdagar och lördagar som är torgdagar.
Beläggningen på Torggatan består av gatsten, precis som på de flesta gator i centrala Varberg. Med jämna mellanrum på gatan finns parkbänkar och sommartid även blomsteruppsatser. Detta bidrar till dess karaktär som livlig affärsgata.

## Sjöallén

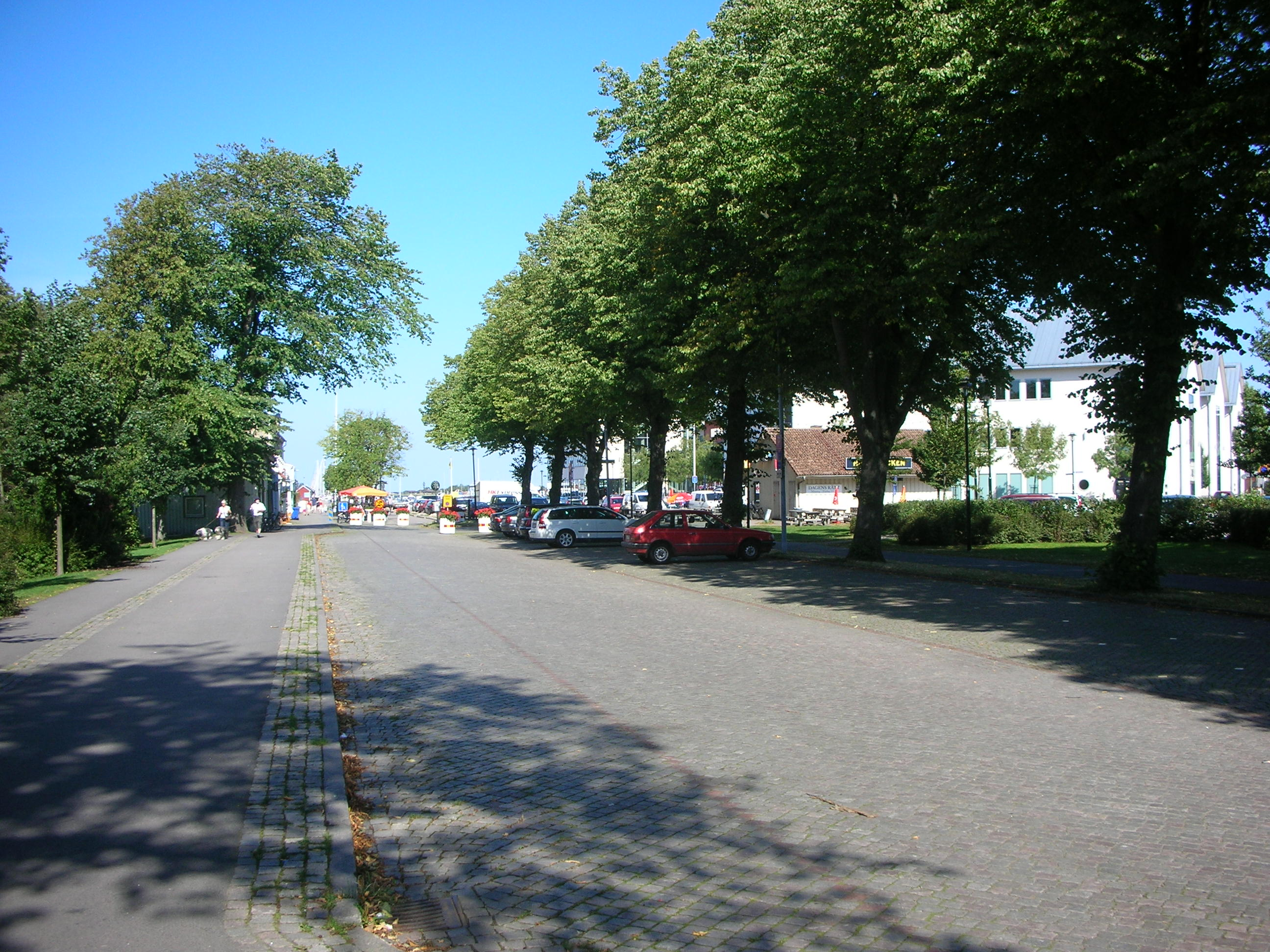
Sjöallén

Sjöallén är, som namnet antyder, en allé som leder ner mot småbåtshamnen. Hela gatan kantas dock inte av träd. Den passerar Societetsparken och Konsthallen/Hamnmagasinet. Delar av Sjöallén är gågata med separat cykelbana.

## Breareds torg
Breareds torg ligger i den nya stadsdelen Breared i Varbergs södra delar. Vid torget ligger en saluhall och andra butiker, såsom livsmedelsbutik och pizzeria.